# 藤村直樹 (シンガーソングライター)
藤村直樹（ふじむら なおき、1948年2月19日 - 2010年4月27日）は、香川県出身のシンガーソングライター、医師。
総合病院に呼吸器内科の専門医として勤務。高田渡の相談医としても知られる。

## 経歴

### 関西フォークの時代
1960年代後半の関西フォークの黎明期から、高石ともやを師とし、和歌山県立医科大学入学後、「フォークキャンプ」に参加。「フォークキャンプ」から生まれた音楽ユニット「フォークキャンパーズ」（中川五郎、長野隆、勝木徹芳、村田真、桝井耕一郎、金延幸子、西岡恭蔵ら）のリーダー的存在だった。小松民雄、勝木徹芳、村田真が参加した「なれあいシンガーズ」の一員として音源を残している。
第4回関西フォークキャンプ打ち上げコンサート（1969年8月17日、京都市の円山公園野外音楽堂）で歌った「町工場のブルース」でソロシンガーとして注目を浴びるが、単独でのレコードデビューはなく、1971年、医学に専念するため和歌山に戻る。しかし、フォークへの意欲は衰えず、「和歌山フォーク村」を結成。ラジオ、テレビに出演。1973年、中島光一、ひがしのひとしとのライブ盤のLP「十年目のごあいさつ 1973」を自主制作。その後、医学の研究や仕事が多忙な関係から長らく音楽活動から疎遠になる。

### ウイークエンド・シンガー
1999年7月10日、高石ともや、高田渡、豊田勇造、中川五郎、中山ラビ、中川イサト、遠藤賢司ら往年のフォークキャンプ参加者に呼びかけて、京都市の円山公園音楽堂で「京都フォークキャンプコンサート」を開く。
2003年8月、ひがしのひとし・古川豪・宮里ひろし・中川五郎・オクノ修などとオムニバスアルバムのフォークパルチザン『瓶の中の球体』、同年10月、「町工場のブルース」の過去の音源を収録したオムニバス・アルバム「関西フォークの歴史 1966-1974 (1) 」がリリースされる。
2004年2月、ひがしのひとし、小暮はならのサポートを受けて、紙ジャケット仕様のファーストアルバム「逃避行 - めりけんじゃっぷの放浪綺譚」、2006年11月、初期作品を集めた『アーリーデイズ - 藤村直樹メモワール』をリリース。
医師の仕事をこなしながら、「ウイークエンド・シンガー」を自称し、週末、祝日を利用して、ライブ活動を開始。

### 医療現場から歌による発信
後期高齢者医療制度の施行を前にした2006年末から2007年上半期にかけて、小泉改革下の医療・介護の崩壊について調査するために半年間、医師の仕事を休業。医療機関や介護施設を訪問して、現状を把握し、2007年、楽曲「老人は国会突入を目指す」を作詞・作曲（補作・長野隆）。8分9秒のCDをつくり、発売記念関西ツアー・ライブを敢行。2008年5月18日、発売したが、放送禁止歌になる。
最近では2009年4月「高田渡生誕会」にも出演。中川五郎、中川イサト、ひがしのひとし、中島光一、高石ともやらと親交がある。勝木徹芳、古川豪、小室等、小室ゆい、長野隆らと京都市内でライブを開催。ギター、ボーカルの他、オートハープも演奏する。

## チャリティーCD「君こそは友」
高田渡の主治医でもあった彼は、2009年4月4日の「高田渡生誕会60」（追悼ライブ）で渡へのレクイエムとして書き、演奏した「君こそは友」を、元「五つの赤い風船」の長野たかしや、京都、関西を中心としたミュージシャン等38人と共に、「君こそは友」一曲15パターンのCDを制作した。
藤村直樹は以前から引退の時期が来れば、紛争地域で死んでゆく子供たちを少しでも救う医療活動に参加したいと考えていたが、健康問題もあり、ままならず、パレスチナ・ガザ地区の子供たちが、銃弾や爆弾のみでなく、飢えや伝染病でつぎつぎ死んでいっていることを知り、このCDの売り上げの一部をワクチンを送るためのチャリティーCDと位置付け活動を開始した。
2010年4月27日、敗血症のため死去。享年63（満62歳）。
CDサンプル試聴

## 関連人物
- 中川五郎
- 長野隆
- 金延幸子
- 西岡恭蔵
- ひがしのひとし
- 古川豪